# 慶祝香港回歸祖國十周年文藝晚會
慶祝香港回歸祖國十週年文藝晚會為香港特別行政區政府為慶祝香港回歸中華人民共和國十週年而舉辦的活動之一，由康樂及文化事務署主辦，中央電視台、電視廣播有限公司承辦，於2007年6月30日晚上8時在灣仔會議展覽中心舉行，由汪明荃、曾志偉、楊瀾、吳小莉主持，中央電視台綜合頻道、綜藝頻道、無綫電視翡翠台現場直播。中共中央總書記兼中國國家主席胡錦濤出席觀看晚會。

## 晚會内容

### 傲·香江
- 麥兜短片
- 交響樂《東方之珠》（香港管弦樂團）
- 音乐剧《酸酸甜甜香港地》（香港話劇團、香港舞蹈團、香港演藝學院舞蹈學院）
- 徐小鳳、葉蘊儀、譚詠麟《獅子山下》
- 徐小鳳、葉蘊儀、譚詠麟、韓紅、孫楠、沙寶亮《東方之珠》

### 炫·都市
- 《舞躍香江》（香港舞蹈團、香港演藝學院舞蹈學院）
- 楊千嬅《小城大事》
- Twins《八十块环游世界》（國語）
- 容祖兒《心花怒放》
- 陳慧琳《歌舞升平》（國語）
- 陳慧琳、容祖兒、楊千嬅、Twins《無敵是愛》

### 奔·奥运
- 《威風鑼鼓》（香港中樂團）
- 雜技《轉碟》（瀋陽軍區前進雜技團）
- 運動員祝福：劉翔、曾思敏
- 雜技《蹬技》（瀋陽軍區前進雜技團）
- 運動員祝福：郭晶晶、李靜、高禮澤
- 雜技《高車踢碗》（瀋陽軍區前進雜技團）
- 運動員祝福：楊威、陳枷彣、施幸余
- 雜技《綢吊頂技》（瀋陽軍區前進雜技團）
- 運動員祝福：張怡寧、陳潤韜
- 雜技《搶包山》（瀋陽軍區前進雜技團、長洲飄色表演隊）

### 庆·回归
- 《龍獅舞》
- 張學友《愛是永恆》（國語）
- 黎明《那有一天不想你》
- 郭富城《動起來》（國語）
- 劉德華《中國人》（國語）
- 張學友、劉德華、黎明、郭富城《始終有你》[2]

### 爱·中华
- 彭麗媛《香江明月夜》
- 舞蹈《黃河》（中央芭蕾舞團，鋼琴：郎朗）

## 收视
- 無綫電視翡翠台：23点（151万观众）